# Auribeau-sur-Siagne
Pour les articles homonymes, voir Auribeau (homonymie) et Siagne.
Auribeau-sur-Siagne est une commune française située dans le département des Alpes-Maritimes en région Provence-Alpes-Côte d'Azur.

## Géographie

### Localisation
Auribeau-sur-Siagne est un village médiéval du XIe siècle situé entre Cannes et Grasse et perché sur un éperon rocheux surplombant la Siagne.

### Géologie et relief
Auribeau-sur-Siagne, vue depuis le vieux village.
La commune se compose de 213,37 hectares de territoires artificialisés (40,26 %), 9,20 hectares de territoires agricoles (1,74 %) et 307,12 hectares de forêts et milieux semi-naturels (57,95 %).
Village perché sur un piton rocheux au débouché des gorges de la Siagne et face à la mer.
La superficie de la commune est de 548 hectares ; l'altitude varie entre 12 et 302 mètres.

### Sismicité
La commune se trouve en zone de sismicité modérée.

### Hydrographie et eaux souterraines
Cours d'eau sur la commune ou à son aval, :
- fleuve côtier la Siagne ;
- ruisseau le Riou.

Auribeau-sur-Siagne dispose de la station d'épuration intercommunale de Cannes-agglomération, d'une capacité de 300 000 équivalent-habitants.

### Climat
Pour des articles plus généraux, voir Climat de Provence-Alpes-Côte d'Azur et Climat des Alpes-Maritimes.
En 2010, le climat de la commune est de type climat méditerranéen franc, selon une étude du Centre national de la recherche scientifique s'appuyant sur une série de données couvrant la période 1971-2000. En 2020, Météo-France publie une typologie des climats de la France métropolitaine dans laquelle la commune est exposée à un climat méditerranéen et est dans la région climatique Var, Alpes-Maritimes, caractérisée par une pluviométrie abondante en automne et en hiver (250 à 300 mm en automne), un très bon ensoleillement en été (fraction d’insolation > 75 %), un hiver doux (8 °C) et peu de brouillards.
Pour la période 1971-2000, la température annuelle moyenne est de 15,4 °C, avec une amplitude thermique annuelle de 15,5 °C. Le cumul annuel moyen de précipitations est de 863 mm, avec 5,9 jours de précipitations en janvier et 2 jours en juillet. Pour la période 1991-2020, la température moyenne annuelle observée sur la station météorologique de Météo-France la plus proche, « Pegomas », sur la commune de Pégomas à 2 km à vol d'oiseau, est de 16,1 °C et le cumul annuel moyen de précipitations est de 983,2 mm. 
La température maximale relevée sur cette station est de 40,4 °C, atteinte le 19 juillet 2023 ; la température minimale est de −4,4 °C, atteinte le 17 janvier 2017,,.
| Mois                                  | jan.          | fév.          | mars        | avril         | mai           | juin          | jui.          | août          | sep.          | oct.          | nov.          | déc.          | année     |
| ------------------------------------- | ------------- | ------------- | ----------- | ------------- | ------------- | ------------- | ------------- | ------------- | ------------- | ------------- | ------------- | ------------- | --------- |
| Température minimale moyenne (°C)     | 4,4           | 4,2           | 6,4         | 9,3           | 12            | 16,2          | 18,8          | 18,8          | 15,8          | 12,4          | 8,5           | 5,4           | 11        |
| Température moyenne (°C)              | 9             | 9             | 11,5        | 14,3          | 17,2          | 21,6          | 24,5          | 24,7          | 21,5          | 17,3          | 12,9          | 10            | 16,1      |
| Température maximale moyenne (°C)     | 13,6          | 13,9          | 16,6        | 19,3          | 22,4          | 27            | 30,3          | 30,6          | 27,2          | 22,2          | 17,3          | 14,5          | 21,2      |
| Record de froid (°C) date du record   | −4,4 17.01.17 | −4,1 11.02.12 | −1 01.03.18 | 1,1 02.04.22  | 5,4 03.05.17  | 9,2 01.06.13  | 12,9 21.07.11 | 13,4 18.08.14 | 8,3 27.09.20  | 2,1 29.10.12  | −3 27.11.10   | −2 18.12.10   | −4,4 2017 |
| Record de chaleur (°C) date du record | 23 04.01.18   | 22,2 10.02.20 | 28 31.03.15 | 27,5 25.04.23 | 32,9 27.05.22 | 38,6 25.06.17 | 40,4 19.07.23 | 38,7 06.08.17 | 34,2 15.09.22 | 30,3 14.10.23 | 28,2 14.11.23 | 23,6 11.12.23 | 40,4 2023 |
| Précipitations (mm)                   | 76,2          | 83,1          | 96,7        | 77,4          | 59,5          | 52,4          | 25,3          | 20,6          | 51,4          | 147,3         | 190           | 103,3         | 983,2     |

| Diagramme climatique                                  |             |             |             |            |            |              |              |              |               |            |              |
| J                                                     | F           | M           | A           | M          | J          | J            | A            | S            | O             | N          | D            |
| 13,64,476,2                                           | 13,94,283,1 | 16,66,496,7 | 19,39,377,4 | 22,41259,5 | 2716,252,4 | 30,318,825,3 | 30,618,820,6 | 27,215,851,4 | 22,212,4147,3 | 17,38,5190 | 14,55,4103,3 |
| Moyennes : • Temp. maxi et mini °C • Précipitation mm |             |             |             |            |            |              |              |              |               |            |              |

Les paramètres climatiques de la commune ont été estimés pour le milieu du siècle (2041-2070) selon différents scénarios d'émission de gaz à effet de serre à partir des nouvelles projections climatiques de référence DRIAS-2020. Ils sont consultables sur un site dédié publié par Météo-France en novembre 2022.

### Voies de communication et transports

#### Voies routières
Commune desservie par la départementale 9 depuis Grasse.

#### Transports en commun
- Transport en Provence-Alpes-Côte d'Azur

Le village, accessible via la route de Grasse (D 9) notamment, est desservi par la ligne du réseau Sillages D (neuf allers/retours par jour en semaine). Le réseau Zou! propose également la ligne 610, qui dessert l'axe de communication Cannes / Grasse dans lequel Auribeau est placé au cœur.
En semaine, ce sont 32 horaires Grasse-Cannes et 34 horaires Cannes-Grasse qui sont proposés chaque jour de la semaine, de 06h15 à 20h35.

## Urbanisme

### Typologie
Au 1er janvier 2024, Auribeau-sur-Siagne est catégorisée ceinture urbaine, selon la nouvelle grille communale de densité à 7 niveaux définie par l'Insee en 2022.
Elle appartient à l'unité urbaine de Nice, une agglomération intra-départementale dont elle est une commune de la banlieue,. Par ailleurs la commune fait partie de l'aire d'attraction de Cannes - Antibes, dont elle est une commune de la couronne,. Cette aire, qui regroupe 24 communes, est catégorisée dans les aires de 200 000 à moins de 700 000 habitants,.

### Occupation des sols
L'occupation des sols de la commune, telle qu'elle ressort de la base de données européenne d’occupation biophysique des sols Corine Land Cover (CLC), est marquée par l'importance des forêts et milieux semi-naturels (57,8 % en 2018), en diminution par rapport à 1990 (60,9 %). La répartition détaillée en 2018 est la suivante : 
forêts (45,5 %), zones urbanisées (40,5 %), milieux à végétation arbustive et/ou herbacée (12,3 %), zones agricoles hétérogènes (1,7 %).
L'évolution de l’occupation des sols de la commune et de ses infrastructures peut être observée sur les différentes représentations cartographiques du territoire : la carte de Cassini (XVIIIe siècle), la carte d'état-major (1820-1866) et les cartes ou photos aériennes de l'IGN pour la période actuelle (1950 à aujourd'hui).

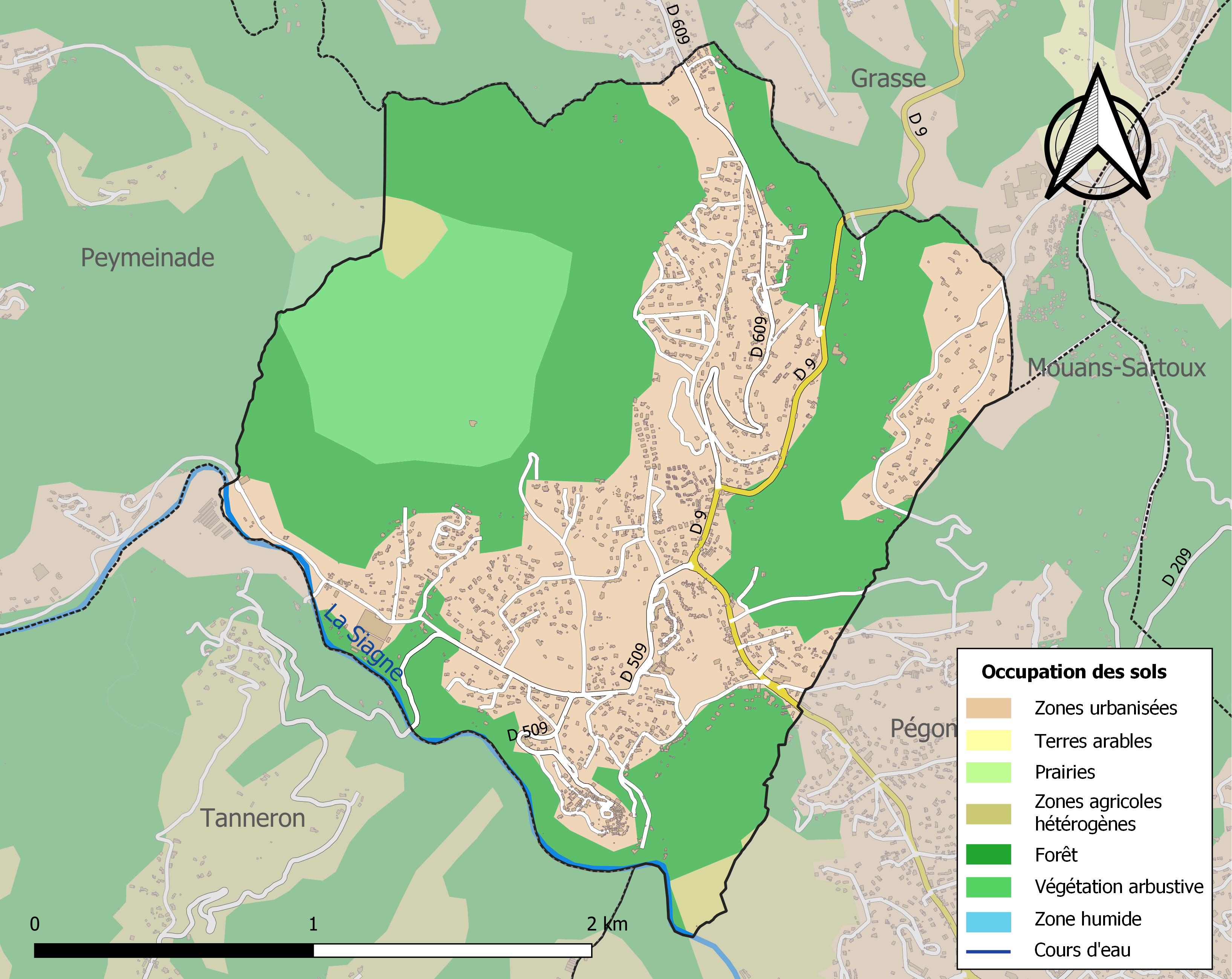
Carte de l'occupation des sols de la commune en 2018 (CLC).

### Morphologie urbaine
Un projet de plan local d'urbanisme est en cours d'instruction.
La commune est intégrée dans le Périmètre du Schéma de cohérence territoriale (SCoT’Ouest acté par Arrêté préfectoral le 23 mai 2007.

### Logement
En 2009, le nombre total de logements dans la commune était de 1 433, alors qu'il était de 1 212 en 1999.
Parmi ces logements, 79,50 % étaient des résidences principales, 17,4 % des résidences secondaires et 3,1 % des logements vacants. Ces logements étaient pour 84,3 % d'entre eux des maisons individuelles et pour 13,2 % des appartements.
La proportion des résidences principales, propriétés de leurs occupants était de 77,1 %, en hausse par rapport à 1999 (71,7 %).

### Projets d'aménagements
Schéma d’Aménagement et de Gestion des Eaux sur le bassin versant de la Siagne.

## Toponymie
Le nom de la localité est attesté sous la forme Auribel en 1155.
Auribèu en occitan.
Ce toponyme dérive du latin Auribellum, « Aura Bella » ou « Bel Air » et semble signifier un endroit exposé au vent régulier.
Formée du génitif auri (« or »), et d'une altération de val, est la « vallée d'or ».
Siagne est un éponyme.

## Histoire

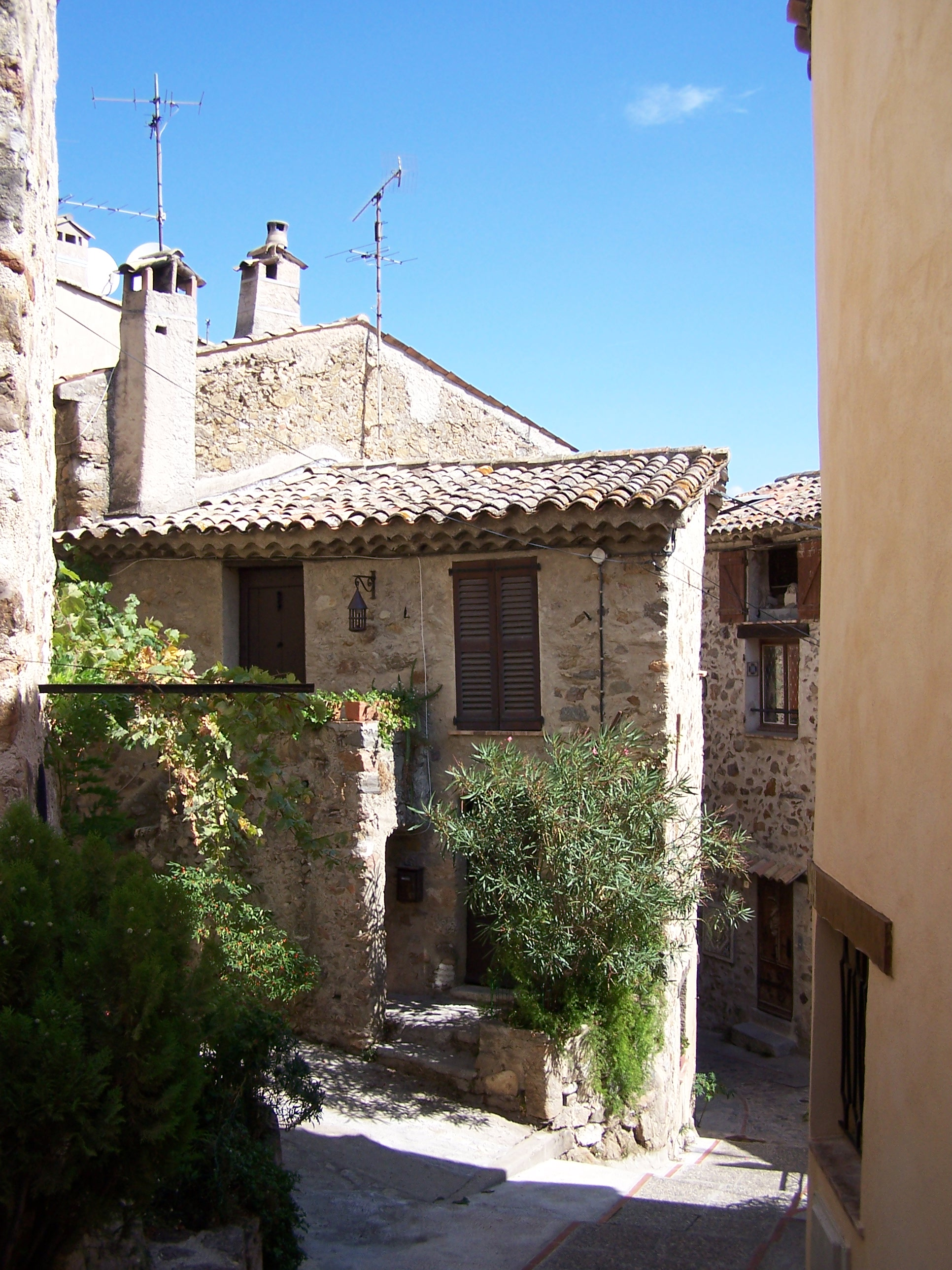
Ruelle d'Auribeau-sur-Siagne.

Auribeau est un des villages perchés des Alpes-Maritimes construits pour permettre aux habitants de se protéger des agressions extérieures. La plus ancienne trace d'occupation humaine est un oppidum situé au sommet de Peygros, construit vers 600 av. J.-C. par un groupe de Celto-Ligures.
Le consul romain Postumius soumet en 154 av. J.-C. les Ligures Oxybes et Déciates mais c'est après la victoire de l'empereur Auguste sur les tribus ligures en 14 av. J.-C. que Rome a pu prolonger la via Aurelia, la via Julia Augusta dans les Alpes-Maritimes le long du littoral méditerranéen, jusqu'à Arles. Une voie secondaire la quittait à Mandelieu en suivant la Siagne jusqu'à Auribeau.
Dans un acte de 1158, le pape confirme la possession aux évêques d'Antibes de ses domaines et des dîmes sur les églises d'Auribeau, de Pégomas, de Notre-Dame-de-Valcluse et de Mouans.
Un texte de 1242 indiquant « Auribeau église et château » indique que le village existait à cette époque. Le village va se vider de sa population au milieu du XIVe siècle à la suite des guerres et de l'épidémie de peste. Les pillages de Raymond de Turenne vont ravager la région jusqu'en 1399. Dans un texte de 1400 il est écrit que le lieu est désert : château complètement détruit près de l'église Notre-Dame à présent découverte et en partie abattue.
L'évêque de Grasse, Jean-André Grimaldi, dans un contrat du 5 juin 1497, a fait venir des habitants des diocèses d'Albenga et de Vintimille pour reconstruire des maisons à l'intérieur de l'enceinte du village et pas au-delà. C'est donc à partir du XVIe siècle que le vieux village actuel a été construit. L'église située hors les murs date du XVIIe siècle. Au XVIe siècle, la Siagne était navigable entre Auribeau et Mandelieu et servait de voie d'échanges.
En 1692, les habitants s'opposent aux réquisitions de travailleurs pour construire les fortifications d'Antibes. En 1707, au cours de la guerre de Succession d'Espagne, le village est envahi et mis à sac par les armées françaises et austro-sardes. En 1720, la peste de Marseille va conduire à une fermeture du village alors qu'une brèche avait été faite au moment de la construction de l'église à l'extérieur de l'enceinte, en 1717. En 1765, Auribeau comptait 560 habitants.
À ce jour les plus vieilles familles d'Auribeau-sur-Siagne (plus de 500ans) sont la famille Abril et la famille Mero.

## Politique et administration

### Administration municipale
Le nombre d'habitants au dernier recensement étant compris entre 2 500 et 3 499, le nombre de membres du conseil municipal est de 23.

### Liste des maires
| Période                                  | Période          | Identité                     | Étiquette       | Qualité |
| ---------------------------------------- | ---------------- | ---------------------------- | --------------- | --- |
| Les données manquantes sont à compléter. |                  |                              |                 | |
| 1888                                     | 1908             | Léon Mallet                  |                 | |
| 1908                                     | 1920             | Jean-François Négrin         |                 | |
| Les données manquantes sont à compléter. |                  |                              |                 | |
| mars 1965                                | 1979 (démission) | Georges Négrin (1931-2016)   |                 | Enseignant, maire honoraire |
| 1979                                     | mars 1983        | Albert Bertolini (1917-2016) |                 | Premier adjoint au maire (1965 → 1979) |
| mars 1983                                | juillet 2020     | Jacques Varrone              | RPR puis UMP-LR | Administrateur de société Vice-président de Pôle Azur Provence Vice-président de la CA du Pays de Grasse                                           |
| juillet 2020                             | En cours         | Michèle Paganin              | LR              | Représentante de commerce Conseillère départementale (2015 → ) Vice-présidente du conseil départemental Vice-présidente de la CA du Pays de Grasse |

### Instances judiciaires et administratives
Auribeau-sur-Siagne relève du tribunal judiciaire de Grasse, de la cour d'appel d'Aix-en-Provence, du tribunal pour enfants de Grasse, du conseil de prud'hommes de Grasse, du tribunal de commerce de Grasse, du tribunal administratif de Nice et de la cour administrative d'appel de Marseille.

### Politique environnementale
- Zones naturelles d'intérêt écologique, faunistique et floristique continentales[37] :
  - Charmaies et cours moyen de la Siagne,
  - Forêts de Peygros et de Pégomas.

### Jumelages
Au 16 avril 2013, Auribeau-sur-Siagne n'est jumelée avec aucune commune.

## Population et société

### Démographie
Les habitants sont appelés les Auribellois.

#### Pyramide des âges
L'évolution du nombre d'habitants est connue à travers les recensements de la population effectués dans la commune depuis 1793. Pour les communes de moins de 10 000 habitants, une enquête de recensement portant sur toute la population est réalisée tous les cinq ans, les populations de référence des années intermédiaires étant quant à elles estimées par interpolation ou extrapolation. Pour la commune, le premier recensement exhaustif entrant dans le cadre du nouveau dispositif a été réalisé en 2005.

En 2022, la commune comptait 3 346 habitants, en évolution de +3,11 % par rapport à 2016 (Alpes-Maritimes : +2,85 %, France hors Mayotte : +2,11 %).
| 1793 | 1800 | 1806 | 1821 | 1831 | 1836 | 1841 | 1846 | 1851 |
| ---- | ---- | ---- | ---- | ---- | ---- | ---- | ---- | ---- |
| 554  | 569  | 575  | 607  | 652  | 656  | 616  | 600  | 605  |

| 1856 | 1861 | 1866 | 1872 | 1876 | 1881 | 1886 | 1891 | 1896 |
| ---- | ---- | ---- | ---- | ---- | ---- | ---- | ---- | ---- |
| 573  | 546  | 528  | 536  | 477  | 473  | 610  | 587  | 550  |

| 1901 | 1906 | 1911 | 1921 | 1926 | 1931 | 1936 | 1946 | 1954 |
| ---- | ---- | ---- | ---- | ---- | ---- | ---- | ---- | ---- |
| 480  | 510  | 448  | 448  | 506  | 541  | 470  | 436  | 570  |

| 1962 | 1968 | 1975 | 1982  | 1990  | 1999  | 2005  | 2006  | 2010  |
| ---- | ---- | ---- | ----- | ----- | ----- | ----- | ----- | ----- |
| 651  | 767  | 950  | 1 154 | 2 072 | 2 612 | 2 694 | 2 710 | 3 042 |

| 2015  | 2020  | 2022  | - | - | - | - | - | - |
| ----- | ----- | ----- | - | - | - | - | - | - |
| 3 219 | 3 175 | 3 346 | - | - | - | - | - | - |

### Enseignement
Auribeau-sur-Siagne est située dans l'académie de Nice.
- La ville administre une école maternelle et une école élémentaire[44]

- Collèges à Mandelieu-la-Napoule, Peymeinade, Mouans-Sartoux[45],
- Lycées à Grasse.
- Écoles Catholiques privées à Grasse et Cannes.

### Manifestations culturelles et festivités
Depuis 2012, le festival de théâtre « Auribeau-sur-Scène » célèbre chaque année les arts vivants (théâtre classique et contemporain, théâtre ambulatoire, spectacles pour enfants, contes...) et met en valeur le patrimoine auribellois.
Chaque premier week-end de décembre, le traditionnel marché de Noël s'installe sur la commune le temps d'un dimanche. Cette année, il avait pour thème « Noël Glacé », la reine des neiges Elsa et Olaf ont rendu visite aux Auribellois. Une quarantaine de stands étaient présents et beaucoup de monde s'est déplacé.
En avril, la commune propose La fête des enfants : jeux, animations.
L'été, on peut retrouver la fête du 15 Août.

### Santé
Professionnels et établissements de santé :
- Médecins,
- Pharmacies à Auribeau-sur-Siagne, Pégomas,
- Hôpitaux à Grasse et Cannes.

### Sports
- Randonnées[48].
- Danse sportive, Judo[49].

### Cultes
- Culte catholique, Paroisse Saint-Vincent-de-Lérins, Diocèse de Nice[50].

### Revenus de la population et fiscalité

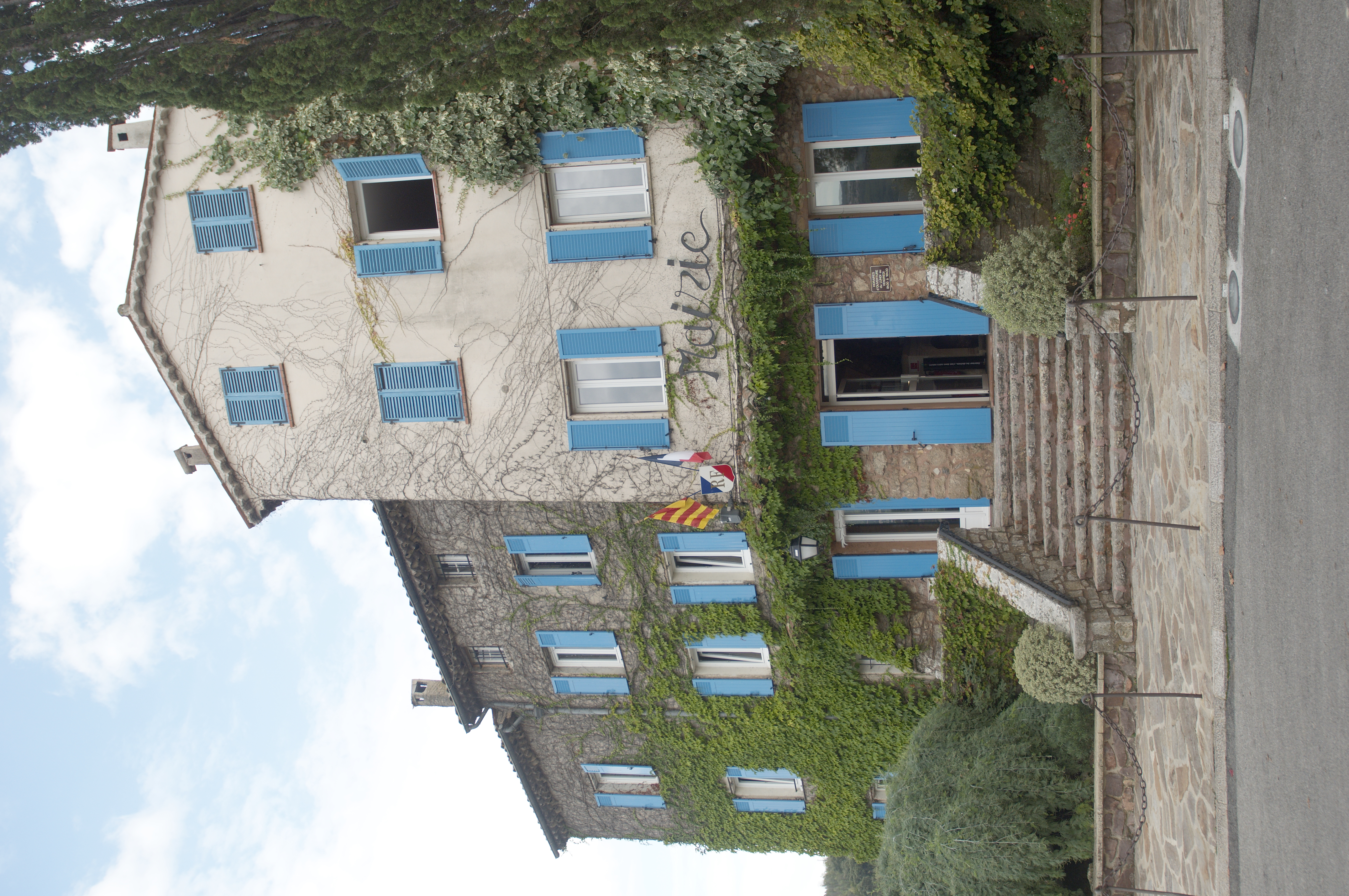
Mairie d'Auribeau-sur-Siagne.

## Économie

### Budget et fiscalité 2023
En 2023, le budget de la commune était constitué ainsi :
- total des produits de fonctionnement : 6 144 000 €, soit 1 894 € par habitant ;
- total des charges de fonctionnement : 5 905 000 €, soit 1 821 € par habitant ;
- total des ressources d'investissement : 4 609 000 €, soit 1 421 € par habitant ;
- total des emplois d'investissement : 1 127 000 €, soit 348 € par habitant ;
- endettement : 3 025 000 €, soit 933 € par habitant.

Avec les taux de fiscalité suivants :
- taxe d'habitation : 12,25 % ;
- taxe foncière sur les propriétés bâties : 24,93 % ;
- taxe foncière sur les propriétés non bâties : 24,34 % ;
- taxe additionnelle à la taxe foncière sur les propriétés non bâties : 0,00 % ;
- cotisation foncière des entreprises : 0,00 %.

Chiffres clés Revenus et pauvreté des ménages en 2021 : médiane en 2021 du revenu disponible, par unité de consommation : 26 870 €.
En 2010, le revenu fiscal médian par ménage était de 37 753 €, ce qui plaçait Auribeau-sur-Siagne au 3 947e rang parmi les 31 525 communes de plus de 39 ménages en métropole.

### Emploi
En 2009, la population âgée de 15 à 64 ans s'élevait à 1 984 personnes, parmi lesquelles on comptait 73,3 % d'actifs dont 67,7 % ayant un emploi et 5,5 % de chômeurs.
On comptait 360 emplois dans la zone d'emploi, contre 254 en 1999. Le nombre d'actifs ayant un emploi résidant dans la zone d'emploi étant de 1 363, l'indicateur de concentration d'emploi est de 26,4 %, ce qui signifie que la zone d'emploi offre seulement un emploi pour quatre habitants actifs.

### Entreprises et commerces
Au 31 décembre 2010, Auribeau-sur-Siagne comptait 268 établissements : 9 dans l’agriculture-sylviculture-pêche, 18 dans l'industrie, 45 dans la construction, 160 dans le commerce-transports-services divers et 36 étaient relatifs au secteur administratif.
En 2011, 43 entreprises ont été créées à Auribeau-sur-Siagne, dont 29 par des autoentrepreneurs.
Usine hydroélectrique.

## Culture locale et patrimoine

### Lieux et monuments

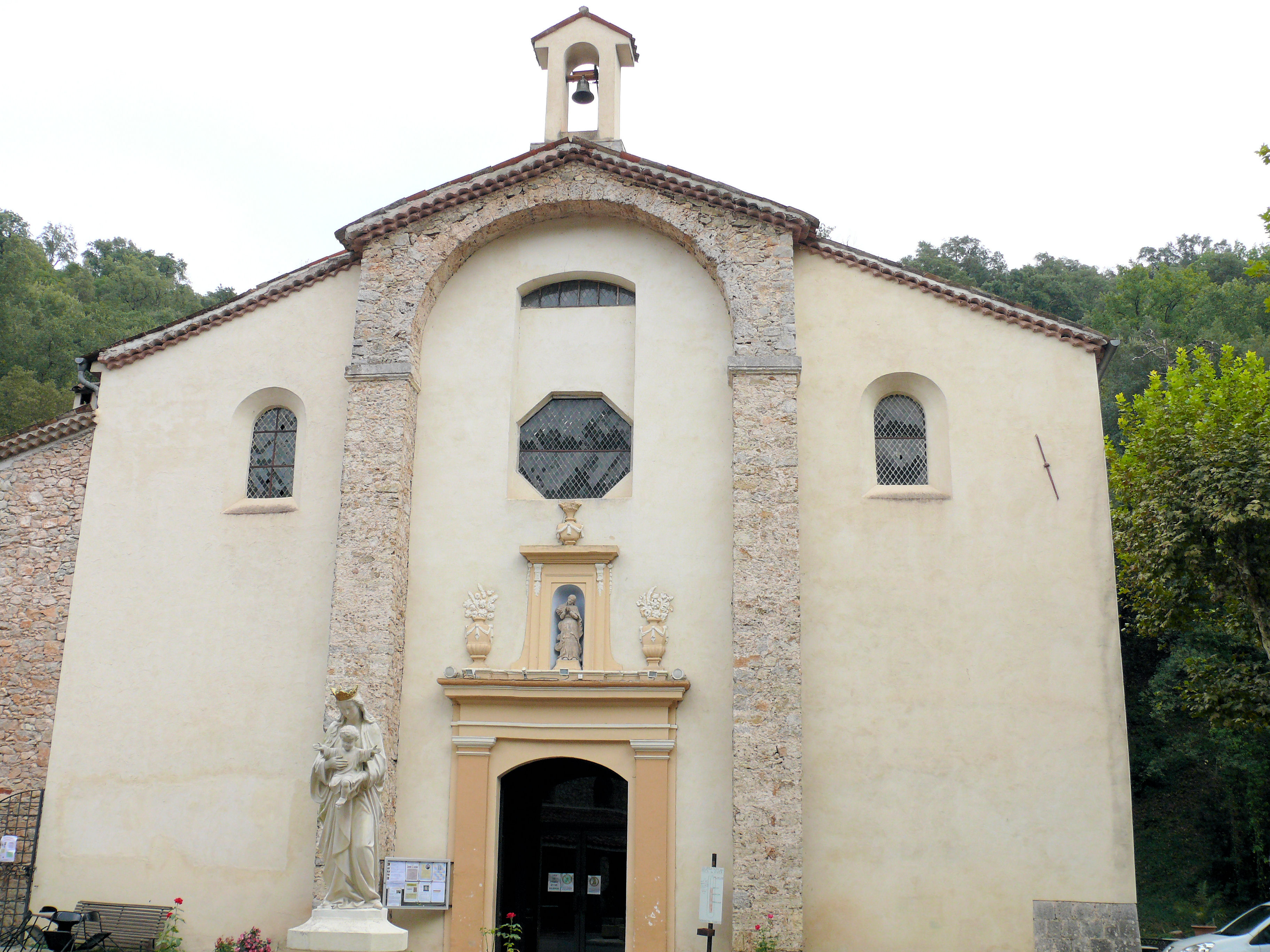
La chapelle du sanctuaire de Notre-Dame-de-Valcluse.
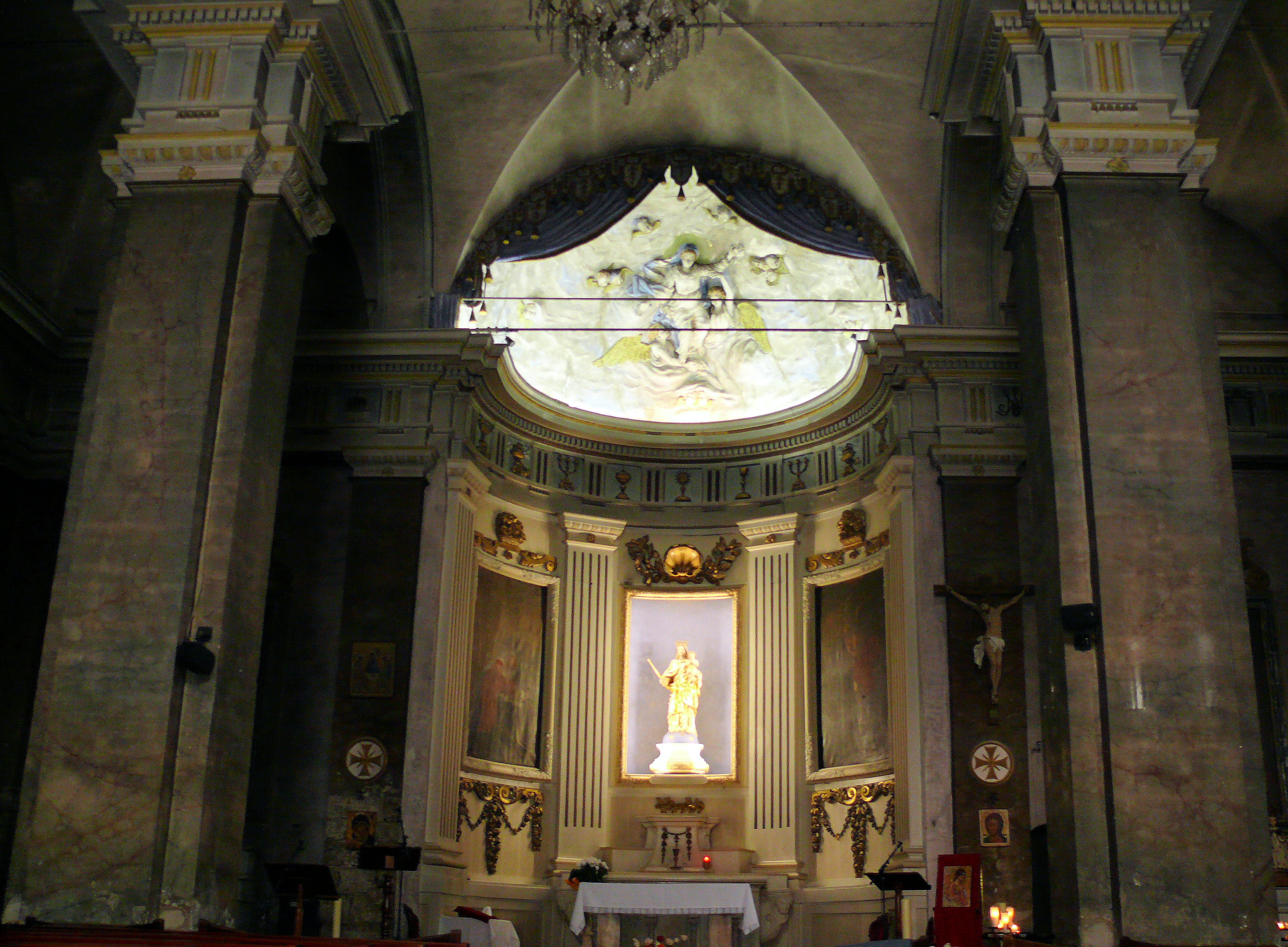
Sanctuaire de Notre-Dame-de-Valcluse - Chapelle.
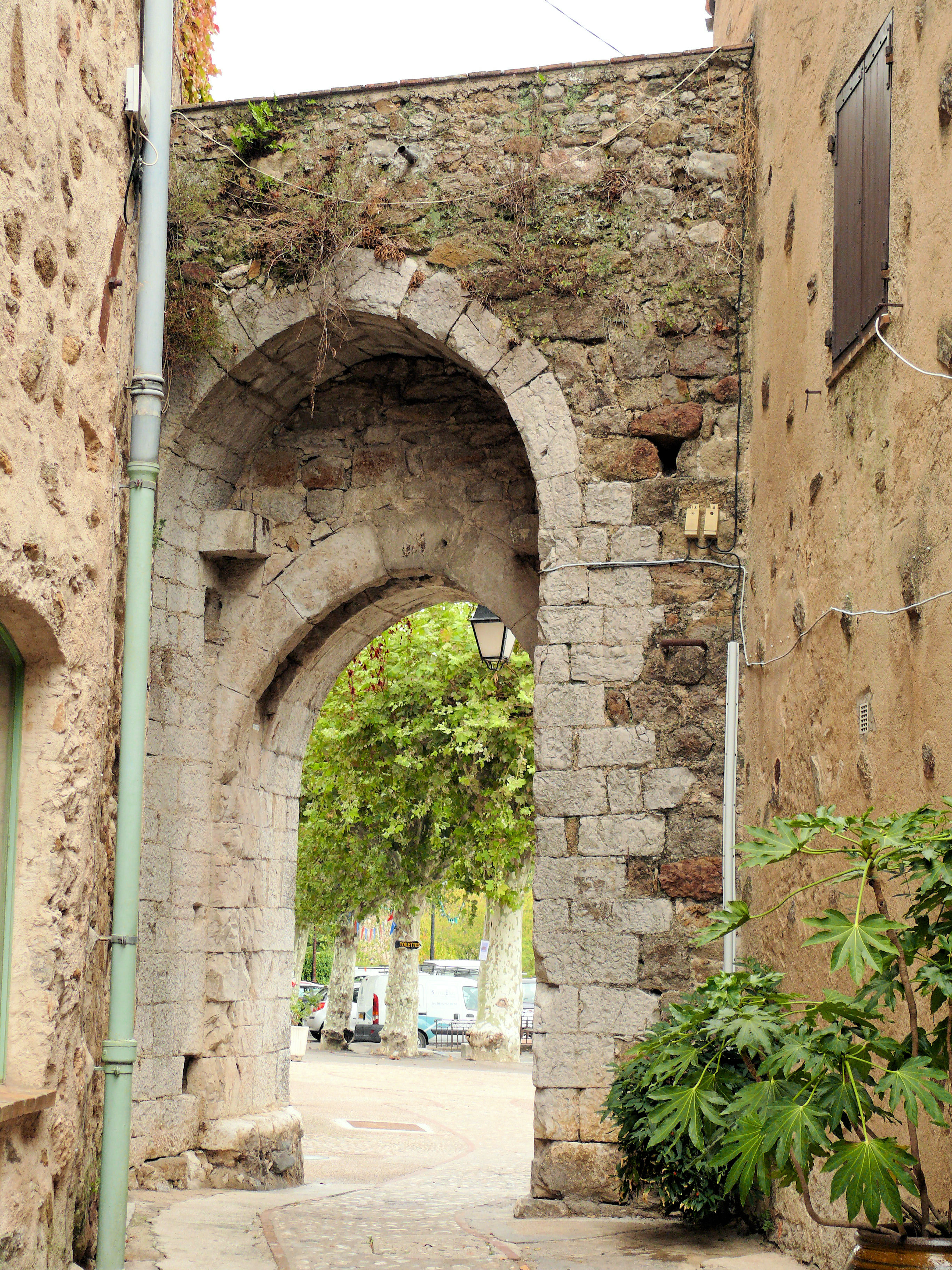
Porte Soubran côté vieux village.
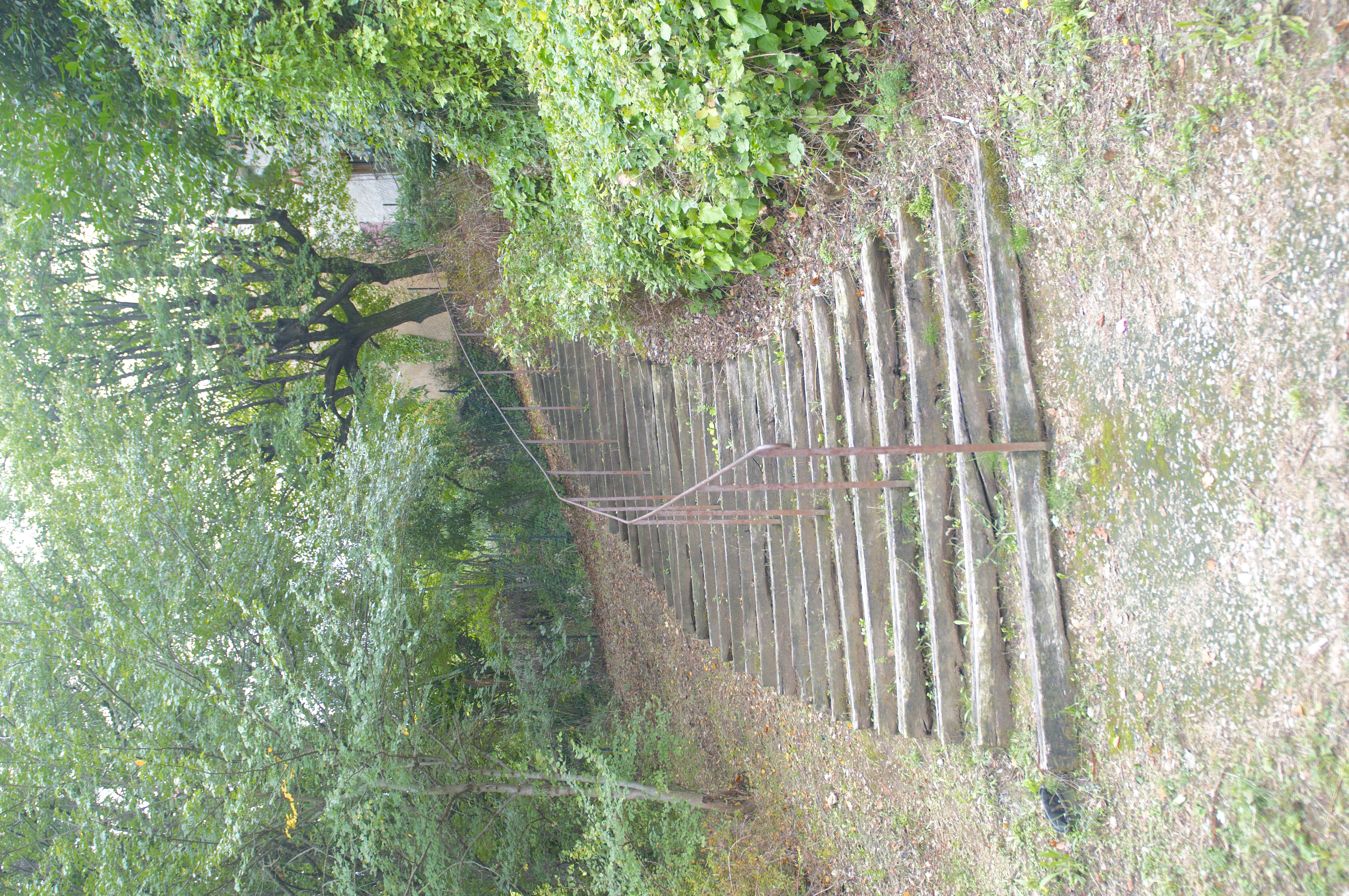
Passage du GR51 à Auribeau-sur-Siagne.

- Église Saint-Antoine l'Ermite[60].
- Le sanctuaire Notre-Dame-de-Valcluse est l'un des sanctuaires catholiques les plus fréquentés de la région. Il est situé au sein du diocèse de Nice. Le Vivier, un cours d'eau, traverse le sanctuaire, ce qui permet d'entretenir une verdure abondante et agrémente le sanctuaire du bruit des cascades[61]. Il a le statut de sanctuaire diocésain depuis le 8 décembre 2020[62].
- Le sanctuaire est cité dans un texte du 24 novembre 1158 : le pape Adrien IV énumère l'église de Valcluse parmi les domaines de l'évêque d'Antibes, Raymond Ier. Un autre texte daté des 24 et 26 novembre 1258 indique que l'église est dédiée à Notre-Dame : super ecclesiam Beate maria de Valle Clusa...[61].
  - La chapelle actuelle date de 1650. En 1950, la statue de la Vierge a été couronnée par le cardinal Clément Roques, archevêque de Rennes et Mgr Paul Rémond, évêque de Nice. Ce dernier a fait embellir la chapelle à la suite du vœu qu'il avait fait le 20 août 1944 si la région était épargnée par la Seconde Guerre mondiale[61].
- À partir de 1986, des sœurs de Saint-Joseph du Puy ont assuré l'accueil, suivies depuis 1995 par des membres de la Communauté des Béatitudes[61].
- Portail Soubran, porte fortifiée[63],[64].
- Moulin du Sault avec sa salle du XVe siècle[65].
- Puits Doussan; fontaine[66].
- Monument aux morts, conflits commémorés : 1870-1871 ; 1914-1918 et 1939-1945[67],[68],[69].

### Personnalités liées à la commune
- Joseph Grégoire Casy (1787-1862), militaire et homme politique, né à Auribeau-sur-Siagne.
- Noémie Debienne (1870-1954), sculptrice, morte à Auribeau-sur-Siagne.
- Mary Harald (1890-1959), actrice du cinéma muet, y a vécu et y est inhumée.
- Annabel Buffet (1928-2005), épouse de Bernard Buffet (1928-1999), s'est cachée à Auribeau-sur-Siagne pendant la guerre.
- Jacques Martin (1933-2007) avait une résidence secondaire à Auribeau-sur-Siagne.
- Camille Muffat (1989-2015), habitante de la commune, décédée sur le tournage de Dropped (émission de TF1)

### Héraldique, logotype et devise
| Blason de Auribeau-sur-Siagne | Blason  | D’argent à saint Antoine de carnation habillé et auréolé d’or, barbé du champ, tenant dans ses mains un livre ouvert du même, le tout posé sur une terrasse de sinople.                               |
| Blason de Auribeau-sur-Siagne | Détails | Un proverbe provençal sert de devise : « Es pas bèu ço qu'es bèu, es bèu ço qu'agrado » : « N'est pas beau ce qui est beau, est beau ce qui plaît. » Le statut officiel du blason reste à déterminer. |